# Périglaciaire
 (octobre 2018).

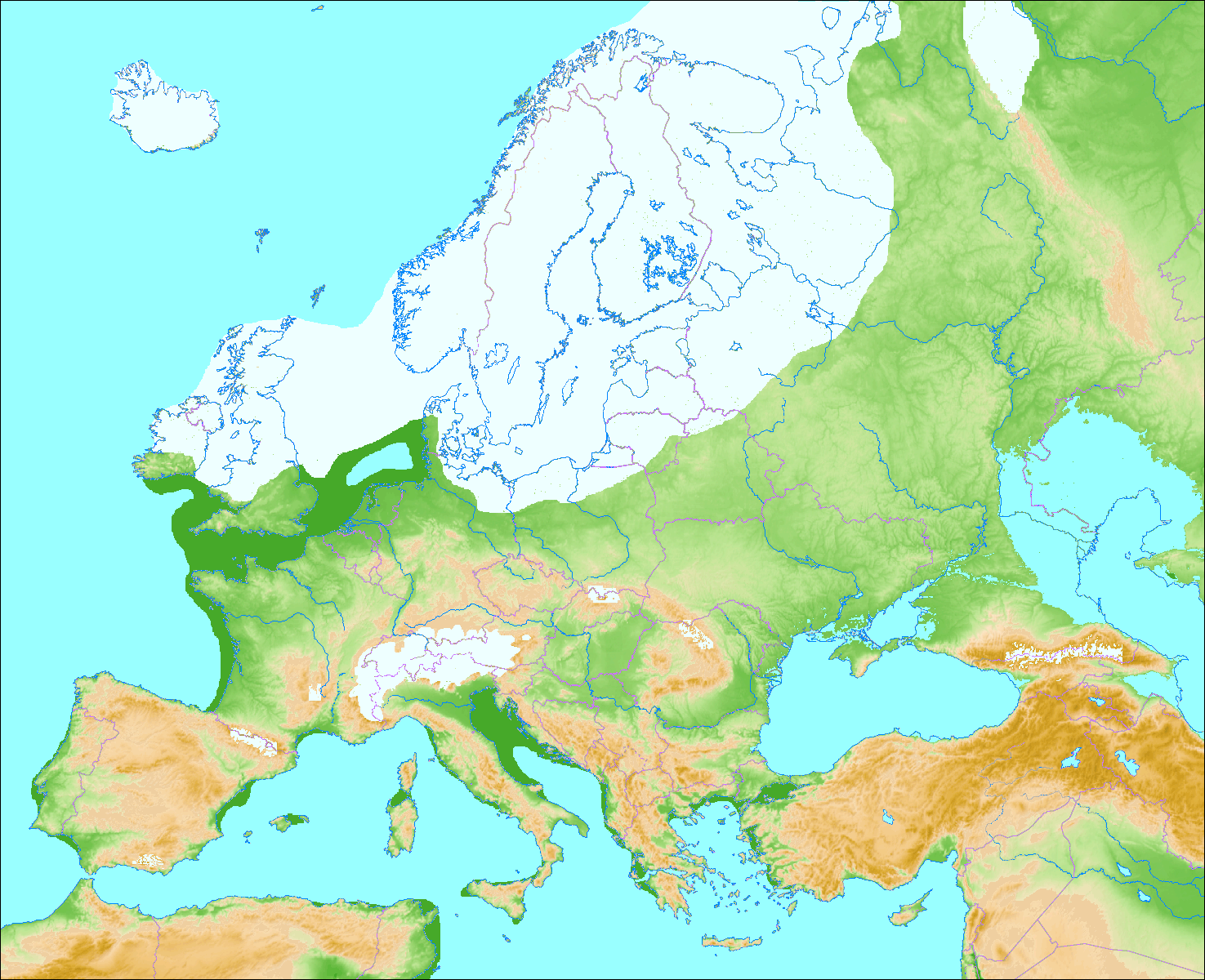
Extension maximale des calottes glaciaires du Nord de l'Europe au cours du Vistulien et de son équivalent alpin le Würmien. Les zones périglaciaires s'étendent alors en France et en Europe centrale qui se couvrent de toundras périglaciaires.

Périglaciaire  (étymologiquement "près des glaciers") est un mot qui caractérisait initialement les régions avoisinantes des régions recouvertes de glaciers, et soumises pour cette raison à un climat froid avec gel hivernal long et important et dégel estival. La notion a ultérieurement été élargie pour désigner tous les processus géomorphologiques associés aux alternances de gel et de dégel de l'eau dans les sols, les formations superficielles et les roches. Les régions périglaciaires n'ont donc pas nécessairement été englacées. Bien que principalement associées au pergélisol, les dynamiques périglaciaires peuvent également se développer en contexte de gel saisonnier. Le mot périglaciaire a une signification différente de celle d'un mot voisin ayant la même origine étymologique : paraglaciaire.

## Régions concernées
- Actuellement : 
  - Régions avoisinant l'Océan Glacial Arctique : Alaska, nord du Canada, de la Scandinavie, de la Sibérie
  - Îles peu éloignées du continent Antarctique comme la Terre de Feu, les Falklands ou l'archipel des Kerguelen
  - Zones de haute altitude, dont la limite inférieure correspond approximativement à la limite supérieure de l'étage forestier
- Par le passé ; en raison des fluctuations climatiques survenues dans l'histoire de la terre, les zones périglaciaires se sont étendues à une bonne partie des latitudes tempérées lors des grandes glaciations quaternaires[1], ce qui explique :
  - Les deux "zones du lœss", bandes de terres particulièrement fertiles de nos jours :
    - la zone du lœss de l'hémisphère nord : sud du Canada et grande plaine du centre des États-Unis, zone allant de la Bretagne au sud de la Sibérie en passant par la Beauce, la Brie, la Picardie, l'Alsace le centre de l'Allemagne, le sud de la Pologne et la Hongrie, l'Ukraine (tchernoziom), les "Terres vierges" russes aux confins du Kazakhstan et une partie du nord de la Chine (Plateau de Lœss dans le coude formé par le fleuve Jaune)
    - la zone du lœss de l'hémisphère sud : nord de l'Argentine et sud du Brésil, Afrique du Sud, sud-est australien

## Modelés associés aux environnements périglaciaires

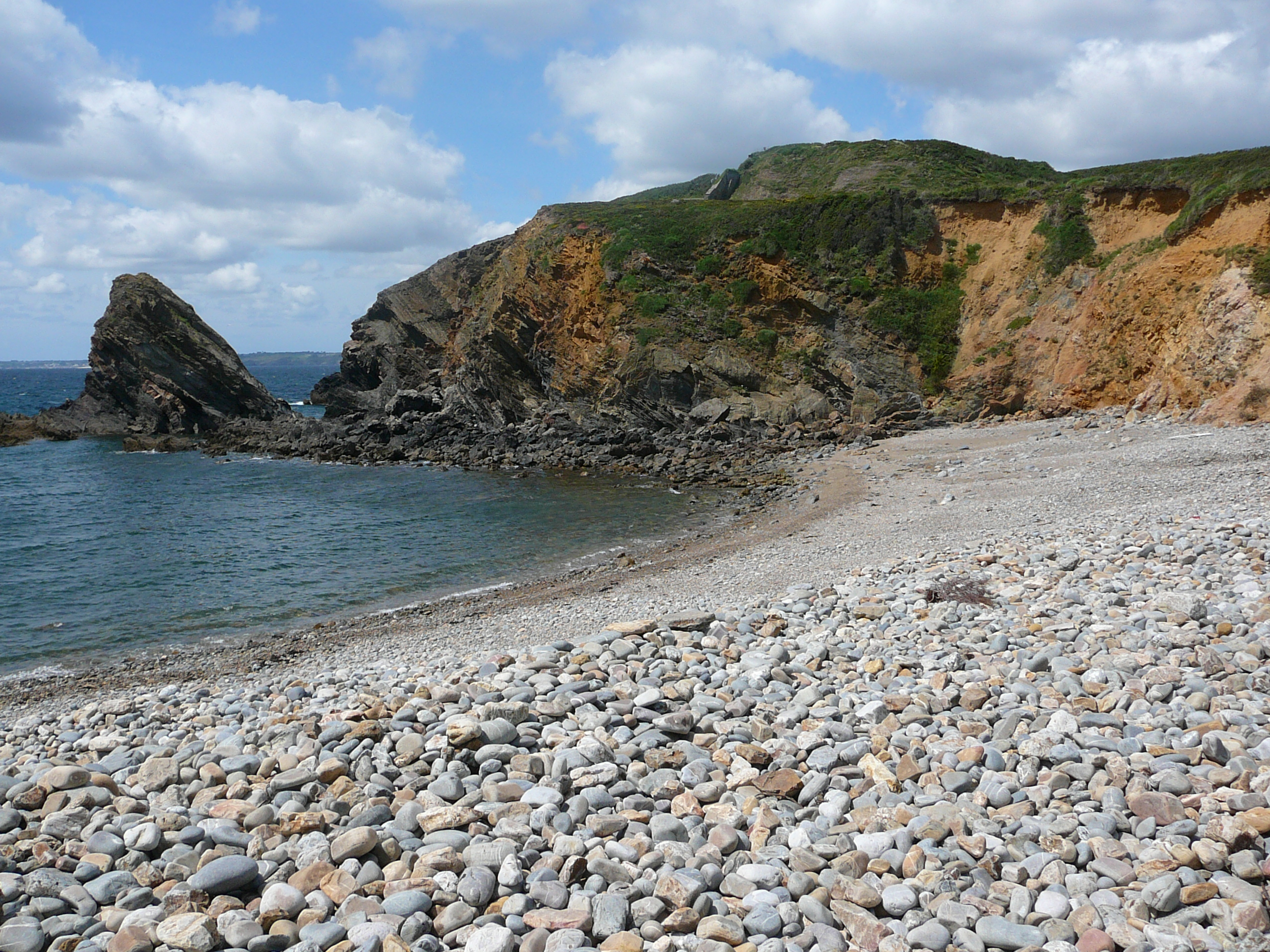
La falaise de Trez Rouz dans l'anse de Camaret est taillée dans des dépôts de versant périglaciaires. Le head est caractérisé par des éléments grossiers enrobés dans une matrice argilo-sableuse ocre qui favorise la solifluxion des dépôts.

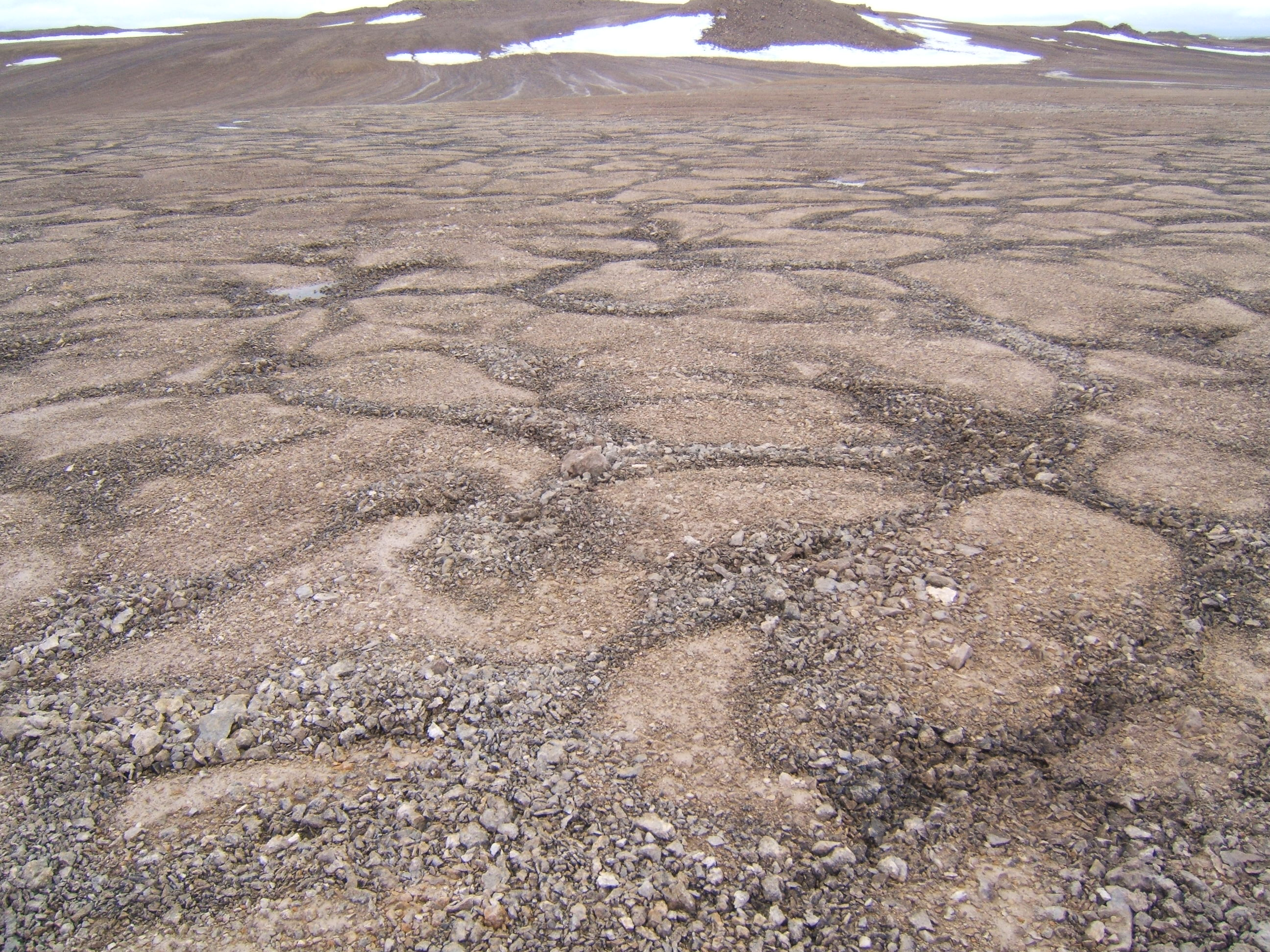
Sols structurés périglaciaires sur l'Île Devon, dans l'archipel arctique canadien.

Les dynamiques périglaciaires regroupent des processus variés : cryoturbation, solifluxion, cryoreptation, gélifraction. Ces processus ont pour conséquence le développement de modelés caractéristiques :
- Les sols structurés sont des formes géométriques, telles que des cercles de pierres, des sols polygonaux, des roses de pierres, des sols striés. Ils nécessitent un gonflement cryogénique différentiel.
- Les coulées de solifluxion se développent sur les versants. Ces coulées périglaciaires appelées heads sont des dépôts de pente caractérisés par la présence de lobes et l'absence de cicatrice d'arrachement.
- Les champs de blocs (ou felsenmeer) sont des espaces couverts par de larges blocs anguleux.
- Les glaciers rocheux sont des masses de débris rocheux mélangés à de la glace. Ils se comportent comme un fluide en se déplaçant de quelques centimètres à quelques mètres par an. Ils remanient principalement des éboulis ou des moraines.

Autres exemples de modelés périglaciaires :
- Les palses
- Les pingos
- Les dépressions thermokarstiques (ou kettles)